# Et doucement rallumer les étoiles
Pour plus de détails, voir Fiche technique et Distribution.
Et doucement rallumer les étoiles est un téléfilm français réalisé par Thierry Petit d'après un scénario de Lorène Delannoy et Perrine Fontaine, et diffusé pour la première fois en France le 29 mars 2023 sur France 2.
Cette fiction, qui est une coproduction d'Escazal Films et de France Télévisions réalisée avec la participation de TV5 Monde et avec le soutien de la région Provence-Alpes-Côte d'Azur, est une adaptation du roman de l'écrivaine québécoise Élaine Turgeon Ma vie ne sait pas nager, paru en 2006 aux éditions Québec Amérique et Alice Éditions,,.

## Synopsis
Laure et Vincent forment un couple très amoureux, vivant heureux et sans histoires entourés de leurs deux filles, les sœurs jumelles Camille et Marie, qui vont fêter leur 15e anniversaire.
Mais le jour même de cet anniversaire, Marie se suicide en plongeant d'une falaise des environs de Cassis après avoir avalé des somnifères et s'être lestée d'une ceinture de plomb.
Rien ne laissait prévoir ce drame : aucun signe avant-coureur n'avait été perçu par les parents de Marie, par sa grand-mère Geneviève, par ses amis ou par les professeurs du lycée qu'elle fréquentait. La seule qui avait perçu quelques signes du mal-être de l'adolescente était sa sœur jumelle Camille, mais ils étaient très ténus.
Laure plonge dans une terrible dépression, d'où personne ne peut la tirer, et surtout pas Geneviève qui n'a pas été une bonne mère pour elle et qu'elle a toujours refusé d'appeler « Maman ». Vincent semble être dans le déni et s'occupe en faisant des travaux d'aménagement du grenier. Quant à Camille, à qui personne ne prête attention, elle fait le constat qu'il n'y en a que pour Marie et part s'installer chez sa grand-mère Geneviève.
Et c'est finalement Geneviève qui arrive à sortir Laure de sa prostration en lui parlant pour la première fois à cœur ouvert de la mort du père de Laure, un non-dit dont Marie a peut-être porté le poids : elle lui dit combien elle regrette et supplie Laure de ne pas faire comme elle et de se souvenir qu'elle a encore une fille, Camille, qui ne va pas bien et a besoin de sa maman et conclut en disant qu'il y a des choses qui ne se rattrapent jamais. Ces mots arrivent à faire revivre Laure, qui l'appelle « Maman » pour la première fois. Laure va chercher Camille au lycée, lui demande pardon et la supplie de revenir à la maison.
La jeune fille arrive à se reconstruire, grâce à l'amour de sa famille et à l'aide d'un garçon du lycée qui l'incite à se rendre sur la falaise d'où s'est jetée Marie, afin d'exorciser le fantôme de sa sœur en hurlant son ressentiment face à la mer : « Comment je vais vivre moi maintenant ? Chaque fois que je me vois, je te vois toi ! Je suis vivante et morte à la fois, j'en ai marre ! Tu prends toute la place, tu as toujours pris toute la place ! Tu as oublié qu'on s'aimait ! Je ne te pardonnerai jamais ! Je te déteste ! ». Elle parle ensuite à cœur ouvert à ses parents : « Papa, maman, je lui ressemble mais je ne suis pas comme elle. Je crois que je suis plus forte qu'elle. Je veux vivre, j'aime la vie ».
Vincent a enfin terminé les travaux d'aménagement du grenier et présente à Camille sa nouvelle chambre, surmontée d'une vaste fenêtre permettant de voir les étoiles.

## Fiche technique
- Titre français : Et doucement rallumer les étoiles
- Genre : Drame
- Production artistique : Perrine Fontaine[4]
- Sociétés de production : Escazal Films, France Télévisions[1],[2]
- Production exécutive : Muriel Paradis[4],[1]
- Producteurs délégués : Sophie Revil et Denis Carot[4]
- Réalisation : Thierry Petit[4],[1],[2]
- Scénario : Lorène Delannoy et Perrine Fontaine[4],[1],[5]
- Musique : Xavier Berthelot[6]
- Décors : Dominique Jonny
- Costumes : Marie Jagou
- Directeur de la photographie : Christophe Paturange[6]
- Son : Nicolas Favre[6]
- Montage : Thierry Brunello
- Maquillage :
- Pays de production :  France
- Langue originale : français
- Format : couleur
- Durée : 90 minutes[4],[1],[2],[5]
- Dates de première diffusion : 
  - France : 29 mars 2023 sur France 2[4],[3],[7],[8],[9],[10]

## Distribution
Sauf indication contraire, les informations mentionnées dans cette section peuvent être confirmées par la base de données cinématographiques Allociné,  présente dans la section « Liens externes ».
- Cassiopée Mayance : Camille / Marie
- David Mora : Vincent
- Élodie Frenck : Laure
- Marie-Christine Barrault : Geneviève
- Enzo Rose : Simon
- Jean-Jérôme Esposito : Paul
- Alexandre Thibault : Rémi
- Clarisse Tennessy : Emma
- Valentin Duclaux : Julien
- Anaïs Raciti : Sarah
- Dimitri Mazzuchini : Loïc
- Cathy Ruiz : Denise
- Aurélie Aloy : La mairesse
- Marie Daguerre : La psychologue
- Christiane Conil : Madame Couderc

## Production

### Genèse et développement
Et doucement rallumer les étoiles est une adaptation du roman de l'écrivaine québécoise Élaine Turgeon Ma vie ne sait pas nager, qui est paru en 2006 aux éditions Québec Amérique et Alice Éditions,, et a remporté en 2007 le Prix du livre jeunesse des bibliothèques de Montréal.
La production artistique est assurée par Perrine Fontaine, le scénario est écrit par Lorène Delannoy et Perrine Fontaine, et la réalisation est assurée par Thierry Petit,,,.
Le téléfilm est en partie inspiré de l'histoire personnelle de Perrine Fontaine, ancienne directrice des programmes de France Télévisions : son fils alors âgé de 12 ans s'est pendu il y a cinq ans,. Il a survécu mais est aujourd'hui handicapé avec de très lourdes séquelles : « Le suicide des jeunes est un sujet tabou. Qui fait peur. Je voulais alerter, en parler. On traite souvent de la raison du suicide, mais pas de l'acte. Ou alors de façon presque légère. Arrêtons de tourner autour. Au-delà du suicide en lui-même, je voulais faire un film sur la reconstruction, l'espoir » a indiqué Perrine Fontaine au Parisien,. Elle a choisi d'adapter le roman de la canadienne Elaine Turgeon Ma vie ne sait pas nager, un « livre magnifique et très juste » qui, comme elle le confie au Parisien, lui a permis de trouver la juste distance entre son expérience personnelle dramatique et une problématique universelle, qui constitue la deuxième cause de mortalité chez les jeunes, après les accidents de la circulation : « Il faut alerter les parents pour qu'ils soient attentifs à des signes qui peuvent être très différents : un enfant qui s'isole, mais aussi, à l'inverse, qui est très casse-cou […] Les jeunes qui vont mal cachent beaucoup, ils font semblant d'aller bien pour nous protéger. Ils ont cette élégance »,,.

### Attribution des rôles
Au journal Télé 7 jours qui lui demande si elle a hésité avant d'endosser ce rôle si lourd, Élodie Frenck répond « Non. Quand on me l'a proposé, j'avais le choix entre deux projets et j'ai fait celui-là parce que j'aime les défis. Et puis, c'était un téléfilm particulier à tourner. C'est un sujet qu'il ne faut pas trahir, car il est porté, écrit et produit par quelqu'un à qui c'est arrivé, Perrine Fontaine. C'est une sacrée responsabilité ! Alors j'ai enquêté à ma manière : j'ai échangé avec Perrine, j'ai rencontré des associations de parents, visionné des témoignages… ». L'actrice souligne qu'il était « très intéressant de travailler avec David Mora, qui incarne mon mari. Il était fraîchement papa, donc fragile… ».
David Mora, qui joue dans le film le rôle du papa des sœurs jumelles Camille et Marie, est principalement connu pour son rôle dans la série Scènes de ménages et est donc plus habitué à l'humour qu'au drame,. Il interprète ici, pour aborder le suicide chez les jeunes, un rôle bien différent de ses habitudes et trouve qu'il était très courageux de la part des producteurs de l'utiliser à contre-emploi, dans le registre du drame plutôt que dans celui de la comédie : « C'était intéressant de chercher au fond de mes tripes ce que pouvait ressentir cet homme ». Il reconnaît ne pas avoir lu le roman d'Élaine Turgeon, "Ma vie ne sait pas nager", mais rappelle que le scénario est un mélange entre ce livre et l'histoire personnelle de la productrice artistique, Perrine Fontaine, qui a coécrit le téléfilm. Dans une entrevue avec Télé Star, il confie : « Le texte était dur et touchant à la fois. Dès l'écriture, et notamment lorsqu'on a fait la lecture tous ensemble, c'était très intense ». Il confie au quotidien L'Alsace : « C'est un film sur la résilience où on suit chacun des personnages avec sa manière de traiter ce drame. C'est en ça que je trouve que la narration est intéressante, on ne cherche pas spécialement un coupable, même si au départ, c'est forcément la culpabilité qui prédomine pour les parents, de ne pas avoir vu le mal-être de leur fille. Mon personnage essaye de maintenir sa famille à flot, même si ce n'est pas évident. Il se réfugie aussi dans les travaux manuels et on comprend à la fin la symbolique de tout ça. Il n'y a pas de jugement, mais il y a toutes les étapes du deuil : le choc, la culpabilité, l'incompréhension et puis la résilience, chacun à sa vitesse. C'est original d'avoir traité la géméléité dans ce drame ».
Élodie Frenck ne tarit pas d'éloges au sujet de la jeune actrice Cassiopée Mayance qui joue le rôle des sœurs jumelles Camille et Marie : « Cette jeune fille d'à peine 16 ans est d'une justesse et d'une maturité incroyables. Je suis dithyrambique à son sujet ! C'était techniquement et émotionnellement difficile de porter ces deux personnages. Elle a vécu un drame similaire dans son lycée. Elle était touchée, mais n'a jamais apporté sa souffrance sur le tournage. Elle mettait de la distance ».

### Tournage
Le tournage se déroule du 7 avril au 5 mai 2021 au bord de la Méditerranée à Cassis, dans le département français des Bouches-du-Rhône en région Provence-Alpes-Côte d'Azur,,.
Élodie Frenck souligne que c'était un tournage plus compliqué que les autres : « À cause du sujet et parce que nous avons tourné en plein confinement. Nous étions tous isolés en dehors des prises, nous n'avions pas cette soupape de décompression qu'est d'habitude la vie pendant un tournage. Il a fallu que je m'arrête un peu, après ça… ».
Cassiopée Mayance détaille au magazine Télé-Loisirs sa prestation, récompensée par le prix du meilleur espoir au festival de Luchon 2022 : « Mon gros challenge a été de faire en sorte que ces deux personnages, bien que je leur prête la même voix et le même physique, soient drastiquement différents. Il fallait qu'on comprenne quelle jumelle est à l'écran. Quand j'ai appris que j'allais faire ces rôles, j'étais à la fois extrêmement contente et extrêmement stressée. C'est la première fois que je jouais un double rôle et surtout des rôles aussi durs. Mais j'ai eu la chance de pouvoir travailler en amont avec l'équipe artistique et l'équipe de création, notamment avec le réalisateur Thierry Petit et la scénariste Perrine Fontaine afin d'explorer la psychologie des personnages. Il fallait les différencier, faire en sorte qu'elles parlent, s'expriment, marchent différemment. Tous ces petits détails n'ont pas l'air si important mais font en réalité toute la profondeur de ces deux personnages. Les scènes où les jumelles se parlent étaient très compliquées à faire mais j'ai eu la chance d'avoir une super doublure, Marie. Elle me donnait la réplique, puis on échangeait, on faisait tous les plans d'une jumelle et ensuite ceux de l'autre. Grâce à Marie, j'ai pu avoir de vraies répliques et du coup c'était plus clair et facile à jouer. Mais c'est vrai que je redoutais un peu ces scènes-là ».
Dans le téléfilm, Cassiopée Mayance interprète elle-même la chanson Mad World du groupe de pop rock britannique Tears for Fears : « Pendant la semaine de préparation en amont du tournage, Thierry Petit m'a demandé si je savais jouer du piano. J'ai répondu que oui et que je savais également chanter. Il m'a donc demandé si je souhaitais apprendre la chanson, en précisant qu'on verrait ce que ça allait donner. Trois ou quatre jours après, j'ai envoyé une vidéo où je déchiffrais à la va-vite la chanson en chantant à mon piano. Ils m'ont dit banco ! J'ai donc pu aller chez Xavier Berthelot, qui a fait la musique du téléfilm. On a enregistré cette version que vous entendez dans le téléfilm. Ils m'ont laissé carte blanche ».

## Accueil

### Distinction
- Festival TV de Luchon 2022 : prix du Meilleur espoir féminin pour Cassiopée Mayance[20],[21],[8],[7]

### Diffusions et audience
En France, le téléfilm, diffusé le 29 mars 2023 sur France 2, est regardé par 3 130 000 téléspectateurs et se classe premier en termes d'audience,.

### Accueil critique
Le Parisien donne 3 étoiles sur 5 au téléfilm. Benoît Daragon, de ce même quotidien, qualifie Et doucement rallumer les étoiles de « téléfilm lumineux » au sujet lourd.
Pour Jeanne Persoon, du magazine Moustique, Et doucement rallumer les étoiles est « un téléfilm sur la souffrance de ceux qui restent, [qui] aborde avec pudeur et sensibilité le sujet du suicide ».
Lucie Reeb, du site Allociné, souligne que « Une fois n'est pas coutume, France 2 délaisse les téléfilms policiers pour nous proposer Et doucement rallumer les étoiles, un drame poignant qui se concentre sur la longue et douloureuse reconstruction d'une famille détruite par le suicide de Marie, une adolescente de 15 ans ». La chroniqueuse estime que le téléfilm  « aborde avec beaucoup de subtilité la difficile question du suicide adolescent, de la dépression et de la lente reconstruction d'une famille détruite par un tel drame ». Pour elle « David Mora, que nous avons surtout l'habitude de voir dans des rôles comiques, parvient à nous surprendre dans la peau de ce père brisé qui tente de maintenir un semblant de normalité. De son côté, Cassiopée Mayance, qui incarne à la fois Marie et Camille, nous offre une prestation tout en subtilité, qui lui a d'ailleurs valu le prix du Meilleur espoir féminin lors du Festival de la télévision de Luchon en 2022 ». Et Lucie Reeb de conclure : « Si le scénario souffre parfois de quelques facilités, cette fiction n'en reste pas moins un drame touchant et émouvant qui traite avec justesse du suicide et de la dépression ».
Pour Thomas Destouches, du magazine Télé-Loisirs, cette fiction sociétale est un téléfilm fort et bouleversant qui traite du suicide, avec tact, justesse et émotion : « Peu abordé en fiction, le suicide des adolescents est un sujet aussi sensible que complexe, voire piégeux. Il est heureusement traité ici avec justesse, réussissant à la fois à en explorer la complexité, à en conserver la dimension profondément impénétrable et à en embrasser la diversité des répercussions. Il le fait en dégageant une sincérité indéniable, en provoquant une intense et palpable émotion, le tout avec une sobriété bienvenue, sans s'éparpiller inutilement ou artificiellement et sans jamais tomber dans un pathos obscène. Cette écriture délicate permet à la mise en scène de conserver une retenue opportune, n'imposant jamais au spectateur la bonne émotion à ressentir. Mais, animée par des acteurs tous aussi remarquables qu'investis, Et doucement rallumer les étoiles ne se résigne pas à être une fiction cafardeuse et démoralisante. Elle se veut aussi poétique, lumineuse et optimiste. Cet éventail d'émotions, le spectateur l'emporte avec lui, bien après le générique de fin… ».
Le magazine Télé 2 semaines estime que « malgré quelques facilités, ce drame familial émouvant […] parle avec profondeur du suicide et de la dépression ».